# 86 (број)
86 је природан број који се јавља после броја 85, а претходи броју 87.

## У математици
86 је:
- полупрост број.
- срећни број.[1]
- колумбијски број.[2]

## У науци
- атомски број радона.
- Месје 86, елиптична галаксија у сазвежђу Девица.
- NGC 86, спирална галаксија у сазвежђу Андромеда.